# Spoorlijn Zaandam - Enkhuizen
De spoorlijn Zaandam - Enkhuizen is een spoorwegverbinding tussen Zaandam, Hoorn en Enkhuizen. De spoorlijn werd aangelegd als aftakking van de in 1860 aangelegde Staatslijn K (Amsterdam - Den Helder). In 1884 werd het deel tussen Zaandam en Hoorn in gebruik genomen, in 1885 volgde het deel tussen Hoorn en Enkhuizen.  Sinds 1974 is de spoorlijn elektrisch berijdbaar en in december 2008 werd het traject aan het Nederlandse intercitynet toegevoegd.

## Geschiedenis
De spoorlijn werd als onderdeel van de derde staatsaanleg van spoorwegen in Nederland aangelegd door de overheid. De exploitatie kwam, net als bij de Noord-Hollandse Staatslijn K, in handen van de HSM. Na de opening van de bootverbinding Enkhuizen - Stavoren, op 15 juli 1886, had de HSM een eigen verbinding van Amsterdam - via Enkhuizen en de spoorlijn Leeuwarden - Stavoren - naar Leeuwarden. Tussen Stavoren en Leeuwarden werd de treindienst de eerste jaren nog door de Staatsspoorwegen uitgevoerd. In 1890 kreeg de HSM de exploitatie toebedeeld en verbeterde de maatschappij de aansluitingen op de boten. De veerdienst over de voormalige Zuiderzee werd in 1899 geschikt gemaakt voor het vervoer van goederenwagens. Door het succes van de verbinding werden vanaf 1909 drie veerponten voor goederenvervoer ingezet. Ook het reizigersvervoer vond uiteindelijk plaats met drie schepen. De HSM had met de goede verbinding een goede concurrentiepositie tegenover de SS.
Door de (gedwongen) intensievere samenwerking tussen de spoorwegmaatschappijen en de opening van de Afsluitdijk was het in de jaren dertig snel gedaan met het belang van de verbinding. Het goederenvervoer met de veerponten werd op 1 april 1936 stopgezet. De veerponten voor reizigers bleven varen, maar werden niet langer geëxploiteerd door de NS. De spoorlijn Zaandam - Enkhuizen werd hiermee een regionale zijlijn.
In het Streekplan voor West-Friesland Oost, in 1969 vastgesteld door Provinciale Staten van de Provincie Noord-Holland, was de mogelijkheid voorzien van nieuwe stations ten oosten en westen van Hoorn en ter hoogte van Lutjebroek. Daarnaast was er een aftakking opgenomen tussen de stations Bovenkarspel Flora en Enkhuizen, met twee stations in een uitgebreid stuk nieuwe bebouwing ten noorden van Enkhuizen.
De aftakking is er nooit gekomen en van de nieuwe geplande stations is alleen Hoorn Kersenboogerd in 1986 gerealiseerd. Wel is de spoorlijn in 1974 geëlektrificeerd. Het traject Zaandam - Hoorn Kersenboogerd is daarnaast volledig dubbelsporig gemaakt. Hierdoor werd het mogelijk de treindienst te versnellen en extra haltes te openen. De spoorverdubbeling tussen Zaandam en Hoorn werd tussen 1974 en 1983 in etappes gerealiseerd, het traject Hoorn - Hoorn Kersenboogerd volgde in 1993. Het gedeelte tussen Hoorn Kersenboogerd en Enkhuizen is nog enkelsporig; wel zijn een aantal spoorbruggen in 1986 ruim genoeg aangelegd voor dubbelspoor.

## Stations en gebouwen
Bij de opening van de spoorlijn werden verschillende Noord-Hollandse plaatsen op het spoorwegnet aangesloten. Er verschenen nieuwe stations in Oostzaan, Purmerend, Kwadijk, Oosthuizen, Avenhorn, Hoorn, Westwoud, Hoogkarspel, Bovenkarspel-Grootebroek en Enkhuizen.
Terwijl bij de aanleg van de eerste staatslijnen eenvoudige standaard stationsgebouwen werden neergezet, werden er onder andere langs de spoorlijn Zaandam - Enkhuizen verschillende, fraai versierde stations gebouwd. Vooral Hoorn kreeg een groot, rijkversierd stationsgebouw. In Enkhuizen eindigen de sporen tegen de zijgevel. De achterzijde van het gebouw bevindt zich namelijk aan de zijde van het water. Ook Avenhorn, Purmerend en Oostzaan kregen een uniek stationsgebouw. Kwadijk en Oosthuizen kregen hetzelfde ontwerp, al werd het wel in spiegelbeeld uitgevoerd. Ook Bovenkarspel, Hoogkarspel en Westwoud kregen hetzelfde stationsontwerp.
Net als langs vrijwel elke spoorlijn verschenen er ook diverse stopplaatsen langs de lijn. Deze werden, net als de stations Oostzaan, Kwadijk, Oosthuizen, Avenhorn en Westwoud, al voor de Tweede Wereldoorlog gesloten. Het stationsgebouw van Westwoud werd in de jaren 60 gesloopt, Oostzaan volgde in 1970. De andere drie stationsgebouwen zijn bewaard gebleven.

### Nieuwe gebouwen en nieuwe haltes

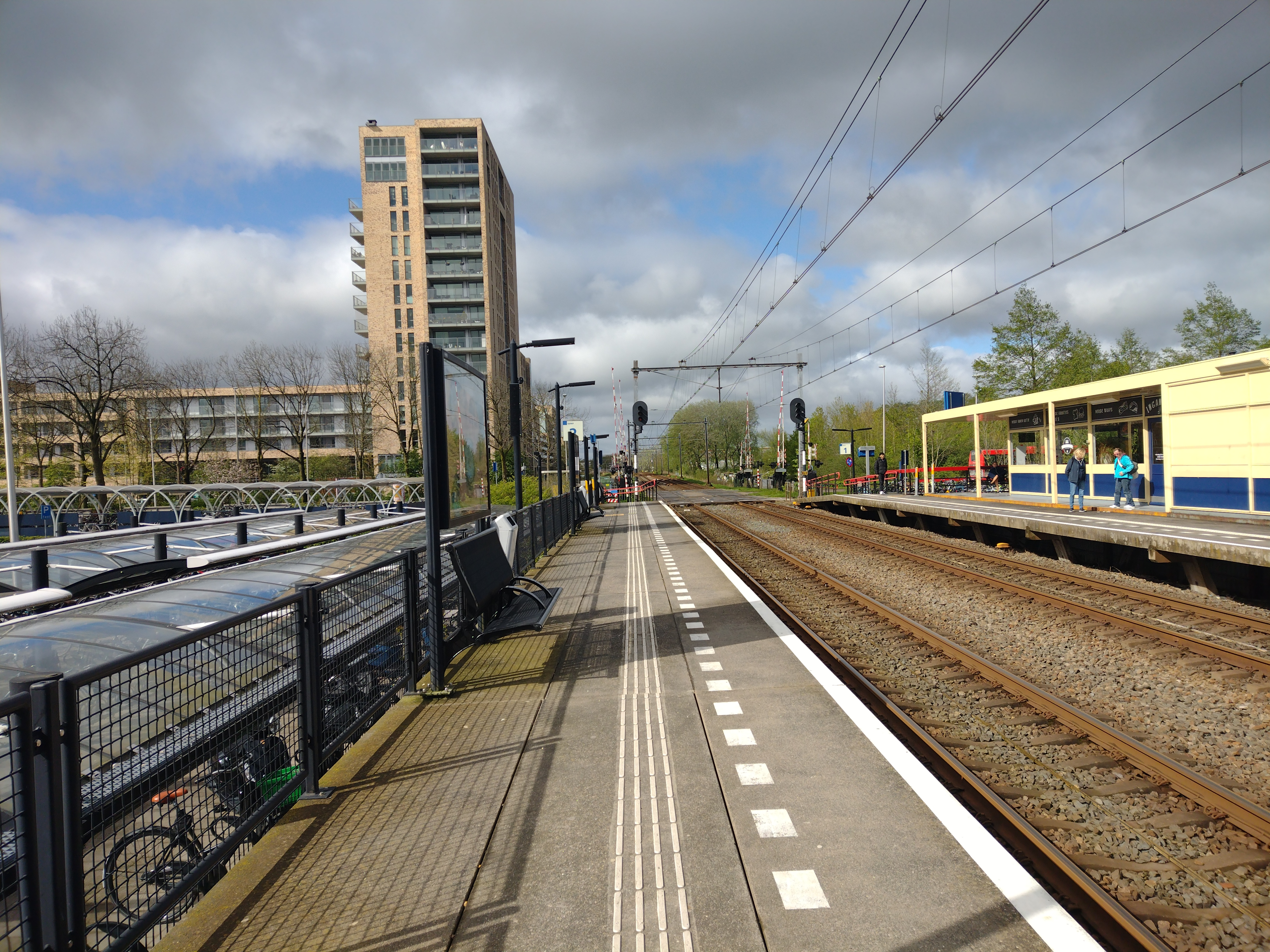
Het station Purmerend Overwhere

Purmerend kreeg in 1958 een nieuw stationsgebouw, in 1965 gevolgd door Hoogkarspel en Bovenkarspel-Grootebroek.
In de jaren zeventig werden Purmerend en Hoorn aangewezen als groeikernen en ontstonden de eerste voorstadshaltes langs de spoorlijn. In 1971 werd als eerste station Purmerend Overwhere geopend. In 1976 werd de op de plaats van de voormalige stopplaats Broekerhaven de halte Bovenkarspel Flora geopend. Deze halte werd min of meer speciaal geopend voor de Westfriese Flora, maar alle treinen stoppen vanaf de opening het gehele jaar bij de halte. In 1986 wordt de voorstadshalte Hoorn Kersenboogerd in de gelijknamige Hoornse wijk geopend, in 1989 gevolgd door de halte Zaandam Kogerveld. Ten slotte is in december 2007 station Purmerend Weidevenne in gebruik genomen.

## Dienstregeling
In de tijd dat de spoorwegmaatschappijen concurrenten van elkaar waren, was de spoorlijn de enige verbinding van de HSM tussen Amsterdam en Noord Nederland. Toen de maatschappijen intensiever gingen samenwerken, werd het belang van de spoorlijn snel minder. Doorgaans reed er eenmaal per uur een trein tussen Amsterdam en Enkhuizen. Daarnaast reden er extra stoptreinen tussen Amsterdam en Purmerend. Ook reden enkele stoptreinen uit Alkmaar door naar Enkhuizen.
Met het invoeren van de consequente dienstregeling bij Spoorslag '70 reed er vanuit Amsterdam eenmaal per uur een trein naar Enkhuizen en eenmaal per uur een trein naar Hoorn. In de spits reden enkele treinen uit Alkmaar door naar Enkhuizen. De enige stations langs de lijn waren op dat moment Zaandam, Purmerend, Hoorn, Hoogkarspel en Bovenkarspel-Grootebroek. Alle treinen reden dan ook als stoptrein. Bij de halte Hembrug werd slechts in de spits gestopt. Na de elektrificatie reden de treinen in een halfuursdienst tussen Amsterdam en Enkhuizen. Alle treinen uit Alkmaar eindigden voortaan in Hoorn.

### Spitstreinen
Met de opening van de voorstadshalte Hoorn Kersenboogerd in 1986 kwamen er tussen Amsterdam en de nieuwe halte spitssneltreinen te rijden. Deze treinen stopten alleen in Amsterdam Sloterdijk en Hoorn. In de loop der jaren werden steeds meer van deze spitstreinen doorgetrokken naar Enkhuizen. De stoptreindienst Amsterdam - Enkhuizen is in de loop van de jaren 90 enige tijd gekoppeld geweest aan stoptreindiensten tussen Amsterdam en Almere Buiten/Lelystad en Amersfoort.

### Opening Hemboog
Met ingang van de dienstregeling 2004 werd bij station Sloterdijk de Hemboog geopend. Hiermee werd rechtstreeks treinverkeer tussen Zaandam en Schiphol mogelijk. Voor deze treindienst werd de nieuwe stoptreindienst Hoorn Kersenboogerd - Hoofddorp ingevoerd. Deze treinen reden tot de dienstregeling 2009, toen de perrons van station Sloterdijk op de Hemboog geopend werden, slechts eenmaal per uur. Op dat moment werd ook tussen Amsterdam en Enkhuizen een halfuursdienst met intercity's ingevoerd, in de spits aangevuld met de bestaande spitstreinen. Deze treinen stoppen tussen Hoorn en Enkhuizen op alle stations, maar tussen Amsterdam Sloterdijk en Hoorn wordt niet gestopt. Hiermee verviel de rechtstreekse treinverbinding tussen Amsterdam Centraal enerzijds en Purmerend en het Zaanse station Kogerveld anderzijds. De intercity's zijn in de dienstregeling 2009 gekoppeld aan de stoptreinen tussen Amsterdam en Rotterdam via Breukelen. In de dienstregeling 2010 waren de intercity's gekoppeld aan de intercity's richting Amersfoort en in de spits reden deze treinen door naar Deventer. Dit is gebleven tot december 2016, toen de opzet weer werd gewijzigd. Door de koppeling van de Intercity Amersfoort - Amsterdam aan de intercity Amsterdam - Almere rijden de treinen vanuit Enkhuizen niet meer door naar Amersfoort en verder. Sindsdien eindigen de treinen weer in Amsterdam Centraal. Met ingang van de dienstregeling 2018 zullen de Intercity's Enkhuizen - Amsterdam gaan doorrijden naar Heerlen als treinserie 3900, dit in het kader van het Programma Hoogfrequent Spoor (PHS).

### Dienstregeling 2025
| Serie | Treinsoort     | Route | Bijzonderheden |
| ----- | -------------- | --- | --- |
| 2900  | Intercity (NS) | Enkhuizen – Hoorn – Amsterdam Centraal – Utrecht Centraal – 's-Hertogenbosch – Eindhoven Centraal – Weert – Roermond – Sittard – Maastricht | Rijdt van maandag t/m donderdag in de vroege ochtend en in de avonduren en rijdt van vrijdag t/m zondag de hele dag en vervangt dan Intercity 3900 tussen Enkhuizen en Amsterdam Centraal en intercity 2700 tussen Amsterdam Centraal en Maastricht.                                                                           |
| 3700  | Intercity (NS) | Amsterdam Centraal – Purmerend – Hoorn – Enkhuizen                                                                                          | Stopt niet in Zaandam. Rijdt alleen in de spits in de spitsrichting, rijdt niet op vrijdag. |
| 3900  | Intercity (NS) | Enkhuizen – Hoorn – Amsterdam Centraal – Utrecht Centraal – 's-Hertogenbosch – Eindhoven Centraal – Weert – Roermond – Sittard – Heerlen    | Stopt niet in Zaandam. Rijdt in de avonduren en van vrijdag t/m zondag de hele dag enkel tussen Eindhoven Centraal en Heerlen. Wordt in de avonduren en van vrijdag t/m zondag de hele dag vervangen door intercity 2900. Rijdt van maandag t/m donderdag in de avonduren enkel tussen Sittard en Heerlen en rijdt dan 1x/uur. |
| 4100  | Sprinter (NS)  | Hoofddorp – Schiphol Airport – Zaandam – Purmerend – Hoorn – Hoorn Kersenboogerd                                                            | |

## Materieelinzet

### Historische materieelinzet
In de winter van 1947 en 1948 leende NS van de Deense collega's rijtuigen voor voornamelijk de treinen naar Utrecht naar Enkhuizen, meestal achter een NS 2100. Eind jaren 50 werd de stoomtractie op de spoorlijn vervangen door treinstellen DE 5. Begin jaren 60 nam Plan U het grootste deel van de reguliere treindienst over. De Dieselvijven reden hierna nog op werkdagen een aantal spitstreinen over de spoorlijn. Met de elektrificatie van de spoorlijn in 1974 werden de laatste Dieselvijven buiten dienst gesteld en verdween Plan U naar andere diesellijnen. De treindienst op de verbinding Amsterdam - Hoorn - Enkhuizen werd overgenomen door treinstellen Materieel '64. Halverwege de jaren 80 gaat de eerste generatie Dubbeldeksmaterieel enkele spitstreinen op de spoorlijn rijden. Begin jaren 90 doet ook het nieuwe Dubbeldeksaggloregiomaterieel zijn intrede op de spoorlijn. De treinstammen nemen de reguliere treindienst grotendeels over. In de spitstreinen naar Hoorn Kersenboogerd wordt in de eerste helft van de jaren 1990 ook het oude Materieel '54 ingezet. Daarnaast worden enkele jaren een aantal treinen met Stadsgewestelijk Materieel gereden. Later begon men met VIRM, sinds de Intercity Amsterdam - Enkhuizen gekoppeld is aan de Intercity naar Amersfoort was de inzet van ICMm ook geen uitzondering meer op deze lijn. In de dienstregeling van 2017 wordt er grotendeels met DDZ gereden, doordeweeks rijdt DDZ vier van de vijf diensten. De spitstreinen zijn de meeste jaren door het DD-AR, DDM-1, DDZ of VIRM gereden.
In de treindienst via de Hemboog werd in eerste instantie Plan V ingezet. Later werden deze treinen gereden met SGMm en DD-AR.

### Huidige materieelinzet
Sinds dienstregeling van 2018 heeft de intercity overdag en in de avond verschillende eindbestemmingen, ze worden altijd gereden door VIRM(m). De spitstreinen werden tot december 2019 door het DDM-1 materieel gereden. De sprinters worden met het nieuwe SNG gereden.